# 国家发展和改革委员会价格司
国家发展和改革委员会价格司（简称“国家发改委价格司”）是中华人民共和国国家发展和改革委员会机关内设机构，负责价格调控工作。

## 沿革
中华人民共和国成立初期，价格管理工作由政务院财政经济委员会及其所属的中央人民政府贸易部承担。1952年9月中央人民政府贸易部撤销后，生活资料价格管理工作交由新组建的中央人民政府商业部负责，生产资料价格和价格总水平调控工作交由中央人民政府国家计划委员会（1954年改为中华人民共和国国家计划委员会，简称“国家计委”）负责。1962年5月，为加强对国民经济的集中统一领导，国务院组建了新的独立工作的全国物价委员会，办事机构设在国家计委。1963年全国物价委员会自国家计委独立，主管全国物价工作。各地相应成立了独立的价格主管部门，即各省（自治区、直辖市）物价委员会，各专区和县也相继成立价格机构，自上至下建成集中统一的价格管理系统。文革时期，价格主管部门受冲击，工作停顿，全国物价委员会及地方各级价格机构陆续撤销、合并，全国物价委员会并入国家计委，价格业务一般由各级计委承担，价格基本冻结。
中共十一届三中全会确定改革开放路线后，价格改革作为经济体制改革的重要内容受到党和政府重视。在价格改革不断深入和社会主义市场经济体制逐步建立的过程中，国家不断推进价格管理体制改革和价格行政管理组织体系调整。1980年5月，国务院发出《关于加强物价机构的通知》，提出“要从中央到地方尽快建立起一个强有力的物价工作系统。省、直辖市、自治区和地、市、县都要恢复物价委员会或建立物价局，作为当地人民政府的工作部门。”根据该通知精神，国务院组建国家物价总局，恢复并加强了各省、自治区、直辖市物价管理机构，形成了上下一致的价格行政管理组织体系。1982年8月，国家物价总局改为国家物价局，直属国务院。1983年国务院成立国务院物价小组。1988年国务院物价小组改为国务院物价委员会。为适应深化改革开放的需要，价格部门在组织机构调整中强化了规划、调控、法规、涉外及行政执法的职能和机构，弱化了管理具体商品及服务价格的职能和机构。
1993年，为综合运用多种调控手段，增强价格总水平调控能力，按照国务院机构改革部署，国家物价局并入国家计委，国务院物价委员会撤销，工作职能由国家计委履行，具体工作由价格管理司、价格监督检查司、市场与价格调控司承担。1996年，为加强价格工作，解决内部机构组织及业务职能运行不协调的问题，经国务院批准，国家计委调整内设的价格业务司局，成立价格调控司、工农产品价格管理司、收费管理司、价格监督检查司。1998年，国家计委更名中华人民共和国国家发展计划委员会（简称“国家计委”），根据国务院精简机构、压缩人员的要求，国家计委四个价格业务司局合并精简，价格监管与调控的具体工作由经济政策协调司、价格司、价格监督检查司承担。2003年组建中华人民共和国国家发展和改革委员会（简称“国家发展改革委”）后，再次调整价格管理职能，设立价格司、价格监督检查司，负责全国价格的调控和监管工作。各地方政府的价格管理职能也部分调整。2018年机构改革后，价格监督检查与反垄断局有关职能并入市场监管总局，并更名为国家市场监督管理总局价格监督检查和反不正当竞争局。

## 职责
1. 分析国内外价格走势，监测预测价格总水平和国内外重要商品价格变动，提出年度价格总水平的预期调控目标，研究提出综合运用价格政策和其他经济政策，以及法律、行政等手段调控市场，保持价格总水平和重要商品价格基本稳定的政策建议。
2. 研究起草价格、收费方面的法规和规章草案，规范政府价格行为、经营者价格行为；分析、编制、发布价格信息和重要商品、服务价格指数，引导市场预期。
3. 研究提出修订中央政府定价目录的建议，审定地方政府定价目录，及时修订调减，逐步减少政府定价范围。
4. 负责推进价格改革，完善主要由市场决定价格的机制，健全价格调节基金、物价补贴联动机制、相关利益调节机制等价格改革配套机制。研究提出中央政府管理的商品价格、服务价格、国家机关收费改革方案并组织实施。
5. 研究提出政府管理商品和服务价格、收费的管理原则和作价办法。
6. 拟订重要商品价格、服务价格和收费政策并组织实施。
7. 拟订少数中央政府管理的商品价格、服务价格和收费标准。
8. 组织对农产品、垄断行业、公用事业和公益性服务价格的成本调查和监审。
9. 指导地方政府价格主管部门、国务院其他部门的价格和收费管理工作；指导行业组织开展价格自律；组织指导价格评估、鉴证、认证工作。
10. 组织纳入中央定价目录的价格听证工作。
11. 承办委领导交办的其他工作[3]。

## 机构设置
- 综合处
- 政策法规和宣传处
- 成本调查监审处
- 分析预测处
- 农产品价格处
- 电力煤炭价格处
- 石油天然气和水资源价格处
- 服务价格处
- 收费管理处[3]

## 历任领导
国家计划委员会市场物价司
| 司长 | 副司长 - 高铁生（1991年4月—1995年） |

国家计划委员会价格管理司
| 司长 | 副司长 - 毕井泉（1994年3月—1995年11月） |

国家计划委员会市场与价格调控司
| 司长 - 高铁生（1995年—1996年） | 副司长 - 洪峰（1993年3月—1994年3月，市场司筹备组副组长；1994年3月—1995年11月，市场与价格调控司副司长） |

国家计划委员会市场司
| 司长 - 高铁生（1996年—1998年7月） | 副司长 |

国家计划委员会价格调控司
| 司长 - 洪峰（1996年11月—1998年8月） | 副司长 - 洪峰（1995年11月—1996年11月） - 韩永文（1996年11月—1998年6月） |

国家计划委员会工农产品价格管理司
| 司长 - 吕亿环（？—1996年） - 毕井泉（1996年10月—1998年6月） | 副司长 |

国家计划委员会收费管理司
| 司长 - 毕井泉（1995年11月—1996年10月，副司长主持工作） - 曹长庆（1997年—1998年） | 副司长 - 毕井泉（1995年11月—1996年10月，副司长主持工作） |

国家发展计划委员会价格司
| 司长 - 毕井泉（1998年6月—2001年7月） - 李德昆（？—？） - 赵小平（？—2003年5月） 副司长 - 韩慧芳（1998年—？） - 李镭（？—？） - 王宝伟（2000年4月—2003年5月） - 许昆林（2002年8月—2003年5月） | 巡视员 - 李德昆（？—？） 副巡视员 |

国家发展和改革委员会价格司
| 司长 - 赵小平（2003年5月—2006年6月） - 曹长庆（2006年—2014年5月） - 刘振秋（2014年5月—9月） - 许昆林（2014年10月—2015年5月） - 施子海（2016年2月—2018年3月） - 岳修虎（2018年3月—2020年10月） 副司长 - 许昆林（2003年5月—2009年12月） - 戴冠来（？—？） - 周望军（2004年—2014年9月） - 刘振秋（？—2014年5月） - 李才华（2010年—2014年9月） - 丁杰（？—） - 彭绍宗（2014年—） | 巡视员 - 张满英（2010年—） 副巡视员 - 丁杰（？—？） - 张光远（？—？） - 郭剑英（2013年—2014年9月） |